# Raby Bay
Raby Bay är en vik i Australien. Den ligger i delstaten Queensland, omkring 25 kilometer öster om delstatshuvudstaden Brisbane.
Genomsnittlig årsnederbörd är 1 424 millimeter. Den regnigaste månaden är januari, med i genomsnitt 275 mm nederbörd, och den torraste är oktober, med 21 mm nederbörd.